# Крук, Джон Энтони
Джон Энтони Крук (англ. John Anthony Crook; 05.11.1921, Лондон — 07.09.2007, Кембридж) — британский историк античности, специалист по древнеримскому праву и истории. Эмерит-профессор Кембриджа, член Британской академии (1970, вышел 1980).

## Биография
Родился в Лондоне 5 ноября 1921 года, был единственным ребёноком в небогатой семье.
Учился в Далидж-колледже, а с 1939 года — кембриджском Колледже Св. Джона и Оксфорде.
Участник Второй мировой войны, был в плену.
Преподавательскую карьеру начал лектором классики в Редингском университете в 1948 году. С 1951 года — член родного колледжа в Кембридже, его президент в 1971—1975 годах; университетский преподаватель классики, в 1979—1984 годах — профессор античной истории (эмерит).
Член Британской академии (1970), в 1980 году ушёл из неё в знак протеста против неспособности исключения из академии Энтони Бланта.